# Иоганн Эрнст Герхард Старший
Иоганн Эрнст Герхард Старший (нем. Johann Ernst Gerhard der Ältere; 15 декабря 1621, Йена, Саксен-Веймар — 24 февраля 1668, Йена, Саксен-Веймар) — немецкий лютеранский теолог, лингвист-востоковед.

## Биография

### Родители
Родился в семье богослова Иоганна Герхарда и Марии Герхард, урождённой Маттенберг.

### Образование
В возрасте 15 лет поступил в 1637 году в Йенский университет. В 1640 году он продолжил обучение в Альтдорфском университете, вернулся в Йену в 1642 году и в 1643 году получил ученую степень магистра философии. В 1646 году поступил в Виттенбергский университет, стал адъюнктом на философском факультете, а в 1650 году отправился в учебную поездку, в ходе которой он посетил различные университеты Франции, Голландии и Швейцарии.

### Карьера
После своего возвращения в 1652 году стал профессором истории Йенского университета. В 1653 году получил степень доктора богословия, а в 1655 году стал профессором богословия в Йене. Был ректором альма-матер в зимние семестры 1661 и 1667 годов.

### Семья
В день получения докторской степени (12 июля 1653 года) женился на Катарине Элизабет Платнер, вдове профессора медицины Кристофа Шелхаммера. В этом браке известны дети Иоганн Фридрих Герхард, Иоганн Эрнст Герхард Младший, Софи Элизабет Герхард и Мария Элизабет Герхард.

## Важнейшие опубликованные труды
- Harmonia linguarum orientalium, scil. Chaldaicae, Syriacae, Arabicae, Aethiopicae cum Ebraica. — Jena, 1647.
- Sylloge decadum theologicarum. — Jena, 1654.
- Epitome Confessionis Catholicae. — Jena, 1661.